# Хосемі
Хосе Мігель Гонсалес Рей (ісп. José Miguel González Rey) або Хосемі (ісп. Josemi, нар. 15 листопада 1979, Торремолінос, Іспанія) — іспанський футболіст, захисник індійського клубу «Атлетіко» (Калькутта).
Володар Кубка Інтертото. Переможець Ліги чемпіонів УЄФА. Володар Суперкубка УЄФА. 

## Ігрова кар'єра
У дорослому футболі дебютував 1998 року виступами за команду клубу «Малага Б», в якій провів два сезони, взявши участь у 22 матчах чемпіонату. 
Згодом з 2000 по 2005 рік грав у складі команд клубів «Малага» та «Ліверпуль». Протягом цих років виборов титул володаря Кубка Інтертото, ставав переможцем Ліги чемпіонів УЄФА, володарем Суперкубка УЄФА.
Своєю грою за останню команду привернув увагу представників тренерського штабу клубу «Вільярреал», до складу якого приєднався 2005 року. Відіграв за вільярреальський клуб наступні три сезони своєї ігрової кар'єри.
Протягом 2008—2014 років захищав кольори клубів «Мальорка», «Іракліс», «Картахена», «Левадіакос» та «Шкода Ксанті».
До складу клубу «Атлетіко» (Калькутта) приєднався 2014 року. Відтоді встиг відіграти за калькутський клуб 20 матчів в національному чемпіонаті.

## Титули і досягнення
- Володар Кубка Інтертото: 2002
- Переможець Ліги чемпіонів УЄФА: 2004–05
- Володар Суперкубка УЄФА: 2005